# Hugh Banton
Hugh Banton (* jako Hugh Robert Banton; duben 1949, Yeovil, Somerset, Anglie) je britský klávesista a varhaník. Je členem art rockové skupiny Van der Graaf Generator.